# Abludomelita denticulata
Abludomelita denticulata är en kräftdjursart. Abludomelita denticulata ingår i släktet Abludomelita och familjen Melitidae. Inga underarter finns listade i Catalogue of Life.